# Гвіанідзе Автанділ Отарович
Автанділ Отарович Гвіанідзе (нар. 23 серпня 1974, Батумі, Грузинська РСР) — грузинський та український футболіст, захисник.

## Життєпис
Автанділ Гвіанідзе народився 23 серпня 1974 року у Батумі. Футбольний шлях розпочав у рідному місті. Першою дорослою командою Автанділа була місцева «Мегаброба-89», у футболці якої він виступав у 1991—1992 років (31 матч, 1 гол). 1992 року перейшов до більш іменитого клубу, «Шукури». Кольори клубу захищав до 1996 року, за цей час у чемпіонатах Грузії провів 86 матчів та відзначився 9-ма голами. Напередодні початку сезону 1996/97 років виступав у клубі «Гурія», у футболці якої зіграв 21 матч та відзначився 1 голом.
1998 року переїхав до України, де підписав контракт з клубом «Нива» (Тернопіль), який на той час виступав у Вищій лізі чемпіонату України. За тернопільську команду дебютував 2 серпня 1998 року у програному (1:2) виїзному поєдинку 5-го туру вищої ліги чемпіонату України проти харківського «Металіста». Гвіанідзе вийшов на поле на 77-й хвилині, замінивши іншого грузинського легіонера «Ниви», Автанділа Капанадзе. Дебютним голом у складі «Ниви» відзначився 10 травня 1999 року на 90-й хвилині нічийного (1:1) матчу 24-го туру вищої ліги чемпіонату України проти донецького «Шахтаря». Автанділ вийшов у стартовому складі та відіграв у тому поєдинку усі 90 хвилин. У сезоні 1999/00 років був основним гравцем команди, але вже з наступного сезону втратив своє місце в основі. У зв'язку з цим відправлявся в оренди. Уперше це сталося у вересні 1998 року, коли гравець тренувався разом з чортківським «Кристалом». Протягом цього часу зіграв за «Кристал» 1 поєдинок, 4 вересня 1998 року у програному (1:2) домашньому поєдинку 5-го туру групи А другої ліги чемпіонату України проти ужгородської «Верховини». Гвіанідзе вийшов у стартовому складі, а на 63-й хвилині його замінив Роман Легкий. Вдруге на правах оренди Автанділ відправився у жовтні та листопаді 2000 року до складу ФК «Тернопіль», який на той час виступав під назвою «Тернопіль-Нива-2» й був фарм-клубом тернопільської «Ниви». У складі «Тернопіль-Нива-2» зіграв 2 поєдинки. Перший, 3 вересня 2000 року у нічийному (3:3) домашньому поєдинку 4-го туру групи А другої ліги чемпіонату України проти «Газовика» (Комарно). Гвіанідзе вийшов на поле у стартовому складі та відіграв увесь поєдинок, а на 48-й хвилині відзначився голом. Другий, 5 листопада 2000 року у нічийному (0:0) матчі 15-го туру групи А другої ліги чемпіонату України проти житомирського «Полісся». Автанділ вийшов на поле у стартовому складі та відіграв увесь поєдинок, а на 48-й хвилині отримав жовту картку. У футболці тернопільської «Ниви» у вищій лізі чемпіонату України зіграв 66 матчів та відзначився 3-ма голами, ще 6 матчів у футболці тернопільської команди зіграв у кубку України.
У 2001 році на правах оренди виступав у клубі «Ботев-1912» з Професіональної футбольної групи А. У болгарському чемпіонаті зіграв 5 матчів та відзначився 1 голом. У січні 2002 року перейшов до батумського «Динамо». Проте більшу частину сезону 2002/03 років провів у «Ботеві». Наступний сезон також відіграв у болгарському клубі.
У 2004 році повернувся до Грузії, де підписав контракт з батумським «Динамо», кольори якого захищав до 2005 року. За цей час у грузинському чемпіонаті зіграв 9 матчів.
2006 року повернувся в Україну, де продовжив виступати в аматорських клубах: «Іскра-Поділля» (смт Теофіполь), «Поділля-Хмельницький», «Галич» (Збараж), «Агробізнес» (Волочиськ) та «Сокіл» (Золочів).